# Guntur (Temanggung)
Guntur is een bestuurslaag in het regentschap Temanggung van de provincie Midden-Java, Indonesië. Guntur telt 905 inwoners (volkstelling 2010).